# Paralbunea takedai
Paralbunea takedai is een tienpotigensoort uit de familie van de Albuneidae. De wetenschappelijke naam van de soort is voor het eerst geldig gepubliceerd in 2012 door Osawa & Fujita.